# رجل الذئب الفايتشي
رجل الذئب الفايتشي (الاسم العلمي:Lycopodium veitchii) هو نوع من النباتات يتبع جنس رجل الذئب من فصيلة الرجل الذئبية.